# Sunrise (studio)
Pour les articles homonymes, voir Sunrise.
Sunrise Inc. (株式会社サンライズ, Kabushiki gaisha Sanraizu) est un studio d'animation japonaise, fondé en septembre 1972 et filiale depuis 1994 de Bandai.
Le studio a produit et animé de nombreuses séries comme Nicky Larson, Vision d'Escaflowne, Cowboy Bebop, Inu-Yasha, Gintama, Code Geass mais est aussi à l'origine de la grande saga des Gundam.

## Histoire
En 1972, des employés de Mushi Production, alors en difficulté financière, partent fonder un nouveau studio, la Sunrise Studio Ltd. (有限会社サンライズスタジオ, Yūgen gaisha (ja) Sanraizu Sutajio). Plutôt que de faire tourner la production d'anime autour d'un seul créateur (comme Mushi, dirigé par Osamu Tezuka), Sunrise a décidé que la production devrait se concentrer sur les producteurs. Néanmoins, le studio à ces débuts ne disposait pas assez de fonds et s'est résolu à faire appel à d'autres sociétés pour un investissement dont Tohokushinsha Film, qui était chargé de la production sonore pour Mushi Production, et avec un investissement conjoint ils fondent Sōeisha Co., Ltd. Ainsi, Sōeisha effectuait la planification et les ventes alors que la production réelle d'anime était réalisée par Sunrise Studio. C'est pourquoi, le personnel initial de vente et de production était dans le même studio faisait simultanément partie de Sunrise Studio et Sōeisha, mais comme Sōeisha était une filiale de Tohokushinsha et était un sous-traitant, les mentions de copyright des œuvres produites à cette époque sont toutes sous « ©Tohokushinsha ».
En novembre 1976, le studio prend ses distances avec Tohokushinsha. Il se réorganise par la même occasion et change de dénomination sociale pour devenir Nippon Sunrise Co., Ltd. (株式会社日本サンライズ, Kabushikigaisha Nihon Sanraizu), et effectue de la sous-traitance de production d'animation pour les œuvres de Toei Company et Tsuburaya Productions (ja).
Selon Masao Iizuka de Sunrise, il y avait un mécontentement qui s'accumulait puisque leurs salaires n'augmentait pas car tous les bénéfices de Zero Tester (ja) et Yūsha Raideen sont allés à Tohokushinsha. Leur séparation est due après un conflit sur la distribution des bénéfices. Puis en 1977, Muteki Choujin Zanbot 3 (ja) est diffusée pour la première fois en tant qu'œuvre produite indépendamment.
Des séries comme Mobile Suit Gundam (1979), premier volet de la saga phare Gundam, et Sōkō Kihei Votoms (1983-1984) permettent au studio de gagner en notoriété au début des années 80 et de se placer comme spécialiste du genre mecha.
En 1985, le studio produit ses premiers OAV mais qui sont, au contraire du Dallos de studio Pierrot, inspiré des séries à succès du studio.
À la fin des années 1980, le genre mecha commence à s'essouffler et donc le studio se diversifie en produisant des comédies comme Nicky Larson et Mister Ajikko qui sortent en 1987. Le nom de l'entreprise a été changé pour Sunrise Inc. (株式会社サンライズ, Kabushiki Gaisha Sanraizu) en juin 1987.
En 1994, l'entreprise de jouet Bandai rachète le studio et fait donc de Sunrise l'une de ses filiales.
En février 2015, dans le cadre du plan de gestion à moyen terme de Bandai Namco Holdings pour la restructuration de la société, il a été annoncé que toutes les divisions de propriété intellectuelle et de production d'anime de Sunrise qui visent les enfants et la famille sont transférées à sa nouvelle filiale Bandai Namco Pictures,, qui a commencé ses opérations en avril 2015.
Le 20 novembre 2018, Sunrise a acquis XEBEC après plusieurs années de déficits constants en tant que filiale d'IG Port,. En mars 2019, Sunrise a annoncé la création d'une nouvelle société, appelée Sunrise Beyond, à l'adresse actuelle de XEBEC et à laquelle les activités en cours de Xebec ont été transférées.

## Productions

### Séries télévisées
| Années 1970 | Années 1970                      | Années 1970            | Années 1970            | Années 1970 | Années 1970                                                                             |
| Année       | Titre                            | Dates de 1re diffusion | Dates de 1re diffusion | Nb. éps.    | Notes                                                                                   |
| Année       | Titre                            | Début                  | Fin                    | Nb. éps.    | Notes                                                                                   |
| ----------- | -------------------------------- | ---------------------- | ---------------------- | ----------- | --------------------------------------------------------------------------------------- |
| 1972        | Hazedon (ja)                     | 5 octobre 1972         | 29 mars 1973           | 26          | Production pour Sōeisha.                                                                |
| 1973        | Zero Tester (ja)                 | 1er octobre 1973       | 30 décembre 1974       | 66          | Production pour Sōeisha.                                                                |
| 1975        | Yūsha Raideen                    | 4 avril 1975           | 26 mars 1976           | 50          | Production pour Tohokushinsha.                                                          |
| 1975        | La Tulipe noire                  | 4 avril 1975           | 26 décembre 1975       | 39          | Production pour Unimax.                                                                 |
| 1975        | Wanpaku omukashi Kum Kum         | 3 octobre 1975         | 26 mars 1976           | 26          | Production pour UTC Japan.                                                              |
| 1976        | Gowappa 5 Gōdam (ja)             | 4 avril 1976           | 29 décembre 1976       | 36          | Coproduction avec Tatsunoko Production.                                                 |
| 1976        | Chōdenji Robo Combattler V (ja)  | 17 avril 1976          | 28 mai 1977            | 54          | Production pour Toei.                                                                   |
| 1976        | Kyōryū tanken-tai Born Free (ja) | 1er octobre 1976       | 25 mars 1977           | 25          | Production pour Tsuburaya Productions (en).                                             |
| 1976        | Robokko Beeton (ja)              | 12 octobre 1976        | 27 septembre 1977      | 50          | Production pour Tohokushinsha.                                                          |
| 1977        | Chōdenji Machine Voltes V (ja)   | 4 juin 1977            | 25 mars 1978           | 40          | Production pour Toei.                                                                   |
| 1977        | Muteki chōjin Zambot 3 (ja)      | 8 octobre 1977         | 25 mars 1978           | 23          | Première production indépendante.                                                       |
| 1978        | Majokko Tickle (ja)              | 6 mars 1978            | 29 janvier 1979        | 45          | Production pour Toei ; basée sur un concept initial de Gō Nagai et Dynamic Productions. |
| 1978        | Toushou Daimos                   | 1er avril 1978         | 27 janvier 1979        | 44          | Production pour Toei ; basée sur le manga de Kōshi Rikudō.                              |
| 1978        | Muteki kōjin Daitarn 3 (ja)      | 3 juin 1978            | 31 mars 1979           | 40          | Production basée sur un concept initial de Yoshiyuki Tomino et Hajime Yatate.           |
| 1979        | Cyborg 009                       | 6 mars 1979            | 25 mars 1980           | 50          | Production pour Toei ; basée sur le mange de Shōtarō Ishinomori.                        |
| 1979        | Mirai Robo Daltanious (ja)       | 24 mars 1979           | 5 mars 1980            | 47          | Production pour Toei.                                                                   |
| 1979        | The☆Ultraman (ja)                | 4 avril 1979           | 26 mars 1980           | 50          | Production pour Tsuburaya Productions et TBS.                                           |
| 1979        | Mobile Suit Gundam               | 7 avril 1979           | 26 janvier 1980        | 43          | Production basée sur un concept initial de Yoshiyuki Tomino et Hajime Yatate.           |
| 1979        | Kagaku bōkentai Tansar 5 (ja)    | 27 juillet 1979        | 28 mars 1980           | 34          | Production basée sur un concept initial de Yasuo Takahashi et Hajime Yatate             |

| Années 1980 | Années 1980                  | Années 1980            | Années 1980            | Années 1980 | Années 1980 |
| Année       | Titre                        | Dates de 1re diffusion | Dates de 1re diffusion | Nb. éps.    | Notes |
| Année       | Titre                        | Début                  | Fin                    | Nb. éps.    | Notes |
| ----------- | ---------------------------- | ---------------------- | ---------------------- | ----------- | --- |
| 1980        | Muteki Robo Trider G7 (ja)   | 2 février 1980         | 24 janvier 1981        | 50          | Production basée sur un concept initial de Hajime Yatate.                                                                              |
| 1980        | Densetsu Kyojin Ideon (ja)   | 5 mai 1980             | 30 janvier 1981        | 39          | Production basée sur un concept initial de Yoshiyuki Tomino et Hajime Yatate.                                                          |
| 1981        | Saikyō Robo Daiōja (ja)      | 31 janvier 1981        | 30 janvier 1982        | 50          | Production basée sur un concept initial de Hajime Yatate.                                                                              |
| 1981        | Taiyō no kiba Dougram (ja)   | 23 octobre 1981        | 25 mars 1983           | 75          | Production basée sur un concept initial de Ryōsuke Takahashi et Hiroyuki Hoshiyama.                                                    |
| 1982        | Sentō Mecha Xabungle (ja)    | 6 février 1982         | 29 janvier 1983        | 50          | Production basée sur un concept initial de Yoshiyuki Tomino et Yoshitake Suzuki.                                                       |
| 1983        | Aura Battler Dunbine         | 5 février 1983         | 21 janvier 1984        | 49          | Production basée sur un concept initial de Yoshiyuki Tomino et Hajime Yatate.                                                          |
| 1983        | Armored Trooper Votoms (ja)  | 1er avril 1983         | 23 mars 1984           | 52          | Production basée sur un concept initial de Ryōsuke Takahashi.                                                                          |
| 1983        | Ginga Hyōryū Vifam (ja)      | 21 octobre 1983        | 8 septembre 1984       | 46          | Production basée sur un concept initial de Takeyuki Kanda et Ryōsuke Takahashi d'après un projet de Yoshiyuki Tomino et Hajime Yatate. |
| 1984        | Heavy Metal L-Gaim (ja)      | 4 février 1984         | 23 février 1985        | 54          | Production basée sur un concept initial de Yoshiyuki Tomino.                                                                           |
| 1984        | Giant Gorg (ja)              | 5 avril 1984           | 27 septembre 1984      | 26          | Production basée sur un concept initial de Yoshikazu Yasuhiko.                                                                         |
| 1984        | Kikōkai Galient (ja)         | 5 octobre 1984         | 29 mars 1985           | 25          | Production basée sur un concept initial de Ryōsuke Takahashi.                                                                          |
| 1984        | Choriki Robo Galatt (ja)     | 6 octobre 1984         | 6 avril 1985           | 25          | Production basée sur un concept initial de Hajime Yatate.                                                                              |
| 1985        | Mobile Suit Zeta Gundam      | 2 mars 1985            | 22 février 1986        | 50          | Suite de Mobile Suit Gundam. |
| 1985        | Dan et Danny                 | 15 juillet 1985        | 26 décembre 1985       | 24          | Production basée sur la série de romans de Haruka Takachiho.                                                                           |
| 1985        | Aoki ryūsei SPT Layzner (ja) | 3 octobre 1985         | 26 juin 1986           | 38          | Production basée sur un concept initial de Tsunehisa Itō et Ryōsuke Takahashi.                                                         |
| 1986        | Mobile Suit Gundam ZZ        | 1er mars 1986          | 31 janvier 1987        | 47          | Suite de Mobile Suit Zeta Gundam. |
| 1987        | Kikō Senki Dragonar (ja)     | 7 février 1987         | 30 janvier 1988        | 48          | Production original. |
| 1987        | Nicky Larson                 | 6 avril 1987           | 21 janvier 1990        | 127         | Production de 3 saisons basées sur le manga éponyme de Tsukasa Hōjō.                                                                   |
| 1987        | Mister Ajikko                | 8 octobre 1987         | 28 septembre 1989      | 99          | Production basée sur le manga de Daisuke Terasawa.                                                                                     |
| 1988        | Adrien le sauveur du monde   | 15 avril 1988          | 31 mars 1989           | 45          | Production originale. |
| 1988        | Les Samouraïs de l'Éternel   | 30 avril 1988          | 4 mars 1989            | 39          | Production originale. |
| 1989        | Jushin Liger (ja)            | 11 mars 1989           | 27 janvier 1990        | 43          | Production basée sur une histoire originale de Gō Nagai.                                                                               |
| 1989        | Madō King Granzört (ja)      | 7 avril 1989           | 2 mars 1990            | 41          | Production basée sur un concept initial de Hajime Yatate et Ōji Hiroi.                                                                 |
| 1989        | Patlabor                     | 11 octobre 1989        | 26 septembre 1990      | 47          | Production pour Headgear (en). |

| Années 1990 | Années 1990                              | Années 1990            | Années 1990            | Années 1990 | Années 1990                                                                                          |
| Année       | Titre                                    | Dates de 1re diffusion | Dates de 1re diffusion | Nb. éps.    | Notes                                                                                                |
| Année       | Titre                                    | Début                  | Fin                    | Nb. éps.    | Notes                                                                                                |
| ----------- | ---------------------------------------- | ---------------------- | ---------------------- | ----------- | --- |
| 1990        | Brave Exkaiser (ja)                      | 3 février 1990         | 26 janvier 1991        | 48          | 1re production de la série des Brave (ja).                                                           |
| 1990        | Mashin eiyūden Wataru 2                  | 3 mars 1990            | 8 mars 1991            | 46          | Suite d'Adrien le sauveur du monde.                                                                  |
| 1990        | Obatarian (ja)                           | 3 avril 1990           | 3 avril 1990           | 6           | Production basée sur le yonkoma de Katsuhiko Hotta.                                                  |
| 1991        | The Brave Fighter of Sun Fighbird (ja)   | 2 février 1991         | 1er février 1992       | 75          | 2e production de la série des Brave.                                                                 |
| 1991        | Future GPX Cyber Formula                 | 15 mars 1991           | 20 décembre 1991       | 37          | Production originale.                                                                                |
| 1991        | Zettai muteki Raijin-Oh (ja)             | 3 avril 1991           | 25 mars 1992           | 51          | 1re production de la série des Eldran (ja).                                                          |
| 1991        | Armored Police Metal Jack                | 8 avril 1991           | 23 décembre 1991       | 37          | Production originale ; animation produite par Studio DEEN.                                           |
| 1991        | City Hunter '91                          | 21 avril 1991          | 10 octobre 1991        | 46          | 4e saison de City Hunter.                                                                            |
| 1992        | Mama wa shōgaku 4-nensei (ja)            | 10 janvier 1992        | 25 décembre 1992       | 51          | Production basée sur un concept initial de Hajime Yatate.                                            |
| 1992        | The Brave Fighter of Legend Da-Garn (ja) | 8 février 1992         | 23 janvier 1993        | 46          | 3e production de la série des Brave.                                                                 |
| 1992        | Genki bakuhatsu Ganbaruger (ja)          | 1er avril 1992         | 24 février 1993        | 47          | 2e production de la série des Eldran.                                                                |
| 1993        | The Brave Express Might Gaine (ja)       | 30 janvier 1993        | 22 janvier 1994        | 47          | 4e production de la série des Brave.                                                                 |
| 1993        | Nekketsu saikyō Go-Saurer (ja)           | 3 mars 1993            | 23 février 1994        | 51          | 3e production de la série des Eldran.                                                                |
| 1993        | Mobile Suit Victory Gundam               | 2 avril 1993           | 25 mars 1994           | 50          | 4e série de la franchise Gundam.                                                                     |
| 1993        | Shippū! Iron Leaguer (ja)                | 6 avril 1993           | 29 mars 1994           | 52          | Production basée sur un concept initial de Hajime Yatate.                                            |
| 1994        | Brave Police J-Decker (ja)               | 5 février 1994         | 28 janvier 1995        | 47          | 5e production de la série des Brave.                                                                 |
| 1994        | Haō taikei Ryū Knight (ja)               | 5 avril 1994           | 28 mars 1995           | 52          | Production basée sur une histoire originale de Takehiko Itō.                                         |
| 1994        | Mobile Fighter G Gundam                  | 22 avril 1994          | 31 mars 1995           | 49          | 5e série de la franchise Gundam.                                                                     |
| 1995        | The Brave of Gold Goldran (ja)           | 4 avril 1995           | 27 janvier 1996        | 48          | 6e production de la série des Brave.                                                                 |
| 1995        | Wild Knights Gulkeeva (ja)               | 4 avril 1995           | 26 septembre 1995      | 26          | Production basée sur un concept initial de Hajime Yatate.                                            |
| 1995        | Gundam Wing                              | 7 avril 1995           | 29 mars 1996           | 39          | 6e série de la franchise Gundam.                                                                     |
| 1996        | Brave Command Dagwon (ja)                | 3 février 1996         | 25 janvier 1997        | 48          | 7e production de la série des Brave.                                                                 |
| 1996        | Vision d'Escaflowne                      | 2 avril 1996           | 24 septembre 1996      | 26          | Production basée sur un concept initial de Hajime Yatate et Ōji Hiroi.                               |
| 1996        | After War Gundam X                       | 5 avril 1996           | 28 décembre 1996       | 39          | 7e série de la franchise Gundam.                                                                     |
| 1996        | Ganba! Fly High (ja)                     | 1er juillet 1996       | 10 mars 1997           | 30          | Production basée sur le manga écrit par Shinji Morisue et dessiné par Hiroyuki Kikuta.               |
| 1996        | Reideen the Superior                     | 2 octobre 1996         | 25 juin 1997           | 38          | Remake de la série Yūsha Raideen.                                                                    |
| 1997        | The King of Braves GaoGaiGar (ja)        | 1er février 1997       | 31 janvier 1998        | 49          | 8e production de la série des Brave.                                                                 |
| 1997        | Chō mashin eiyūden Wataru                | 2 octobre 1997         | 24 septembre 1998      | 51          | Suite de Mashin eiyūden Wataru 2.                                                                    |
| 1998        | Outlaw Star (en)                         | 8 janvier 1998         | 25 juin 1998           | 26          | Production basée sur une histoire originale de Takehiko Itō.                                         |
| 1998        | Ginga hyōryū Vifam 13 (ja)               | 21 mars 1998           | 3 octobre 1998         | 38          | Production basée sur un concept initial de Tsunehisa Itō et Ryōsuke Takahashi.                       |
| 1998        | Sentimental Journey (ja)                 | 8 avril 1998           | 1er juillet 1998       | 12          | Production basée sur le jeu de drague Sentimental Graffiti (en) développé et édité par Interchannel. |
| 1998        | Brain Powerd                             | 8 avril 1998           | 11 novembre 1988       | 26          | Production basée sur un concept initial de Yoshiyuki Tomino et Hajime Yatate.                        |
| 1998        | DT Eightron (ja)                         | 18 avril 1998          | 6 novembre 1988        | 26          | Production originale.                                                                                |
| 1998        | Gasaraki                                 | 4 octobre 1998         | 28 mars 1998           | 25          | Production basée sur le manga de Daisuke Terasawa.                                                   |
| 1998        | Cowboy Bebop                             | 3 avril 1998           | 23 avril 1999          | 26          | Production basée sur un concept initial de Hajime Yatate.                                            |
| 1999        | Crest of the Stars                       | 2 janvier 1999         | 27 mars 1999           | 13          | Production basée sur la série de romans de science-fiction écrite par Hiroyuki Morioka.              |
| 1999        | Angel Links (ja)                         | 7 avril 1999           | 30 juin 1999           | 13          | Production basée sur une histoire originale de Gō Nagai.                                             |
| 1999        | Betterman (ja)                           | 1er avril 1999         | 30 septembre 1999      | 41          | Production dérivée de The King of Braves GaoGaiGar.                                                  |
| 1999        | ∀ Gundam                                 | 2 avril 1999           | 14 avril 2000          | 50          | 8e production à l'occasion des vingt ans de la franchise Gundam.                                     |
| 1999        | Aesop World (ja)                         | 6 avril 1999           | 31 décembre 1999       | 26          | Production d'une série pour enfants d'épisodes de 11 minutes pour TV Tokyo.                          |
| 1999        | Seraphim Call (ja)                       | 6 octobre 1999         | 22 décembre 1999       | 12          | Production basée sur un concept initial du Dengeki G's Magazine.                                     |
| 1999        | Infinite Ryvius                          | 6 octobre 1999         | 23 mars 2000           | 26          | Production basée sur une histoire originale de Hajime Yatate.                                        |
| 1999        | The Big O                                | 13 octobre 1999        | 19 janvier 2000        | 26          | Production basée sur un concept initial de Hajime Yatate et Kazuyoshi Katayama.                      |

| Années 2000 | Années 2000                                                       | Années 2000            | Années 2000            | Années 2000 | Années 2000 |
| Année       | Titre                                                             | Dates de 1re diffusion | Dates de 1re diffusion | Nb. éps.    | Notes |
| Année       | Titre                                                             | Début                  | Fin                    | Nb. éps.    | Notes |
| ----------- | ----------------------------------------------------------------- | ---------------------- | ---------------------- | ----------- | --- |
| 2000        | Nyaniga Nyanda Nyander Kamen (ja)                                 | 6 février 2000         | 30 septembre 2001      | 83          | Production basée sur le livre pour enfants éponyme de Takashi Yanase.                                                          |
| 2000        | Banner of the Stars                                               | 14 avril 2000          | 14 juillet 2000        | 13          | Production basée sur la série de romans de science-fiction écrite par Hiroyuki Morioka.                                        |
| 2000        | Dinozaurs (ja)                                                    | 28 juillet 2000        | 30 novembre 2000       | 26          | Production basée sur une gamme de jouets de Bandai.                                                                            |
| 2000        | BRIGADOON: marin & μελαν (ja)                                     | 21 juillet 2000        | 9 février 2001         | 26          | Production basée sur un concept initial de Yoshitomo Yonetani et de Hajime Yatate.                                             |
| 2000        | Gear Fighter Dendō (ja)                                           | 4 octobre 2000         | 27 juin 2001           | 38          | Production basée sur un concept initial de Hajime Yatate.                                                                      |
| 2000        | Argento Soma                                                      | 6 octobre 2000         | 22 mars 2001           | 25          | Production basée sur un concept initial de Kazuyoshi Katayama et de Hajime Yatate.                                             |
| 2000        | Inu-Yasha                                                         | 16 octobre 2000        | 13 octobre 2004        | 167         | Production basée sur le manga de Rumiko Takahashi.                                                                             |
| 2001        | Zone of the Enders: Dolores, i                                    | 6 avril 2001           | 28 septembre 2001      | 26          | Production basée sur la série de jeux vidéo Zone of the Enders faisant suite à Zone of the Enders: Idolo.                      |
| 2001        | s.CRY.ed                                                          | 4 juillet 2001         | 26 décembre 2001       | 26          | Production basée sur un concept initial de Hajime Yatate.                                                                      |
| 2001        | Banner of the Stars II                                            | 11 juillet 2001        | 26 septembre 2001      | 10          | Suite de Banner of the Stars.                                                                                                  |
| 2001        | Gekitō! Crush Gear Turbo (ja)                                     | 7 octobre 2001         | 26 janvier 2003        | 68          | Production basée sur un concept initial de Hajime Yatate.                                                                      |
| 2002        | Witch Hunter Robin                                                | 2 juillet 2002         | 24 décembre 2002       | 26          | Production basée sur un concept initial de Shukō Murase et de Hajime Yatate.                                                   |
| 2002        | Overman King Gainer                                               | 7 septembre 2002       | 22 mars 2003           | 26          | Production basée sur un concept initial de Yoshiyuki Tomino.                                                                   |
| 2002        | Mobile Suit Gundam SEED                                           | 5 octobre 2002         | 27 septembre 2003      | 50          | 9e série de la franchise Gundam.                                                                                               |
| 2003        | The Big O II                                                      | 2 janvier 2003         | 27 mars 2003           | 13          | Suite de The Big O. |
| 2003        | Machine Robo Rescue                                               | 8 janvier 2003         | 3 janvier 2004         | 53          | Production basée sur une gamme de jouets de Bandai.                                                                            |
| 2003        | Crash Gear Nitro (ja)                                             | 2 février 2003         | 25 janvier 2004        | 50          | Suite spirituelle de Gekitō! Crush Gear Turbo.                                                                                 |
| 2003        | Tank Knights Fortress (en)                                        | 5 avril 2003           | 27 mars 2004           | 52          | Coproduction coréano-japonaise basée sur le jeu vidéo développé et édité par Netsgo.                                           |
| 2003        | Planetes ΠΛΑΝΗΤΕΣ                                                 | 4 octobre 2003         | 17 avril 2004          | 26          | Production basée sur le manga de Makoto Yukimura                                                                               |
| 2004        | Superior Defender Gundam Force (ja)                               | 7 janvier 2004         | 29 décembre 2004       | 52          | Production pour le 25e anniversaire de la franchise Gundam.                                                                    |
| 2004        | Keroro, mission Titar                                             | 3 avril 2004           | 2 avril 2011           | 357         | Production basée sur le manga Sergent Keroro de Mine Yoshizaki.                                                                |
| 2004        | Mai-HiME                                                          | 30 septembre 2004      | 31 mars 2005           | 26          | Production originale. |
| 2004        | Onmyō taisenki (ja)                                               | 30 septembre 2004      | 29 septembre 2005      | 52          | Production pour WiZ ; basée sur la gamme de jouets de Bandai, Onmyō tōjinki (en).                                              |
| 2004        | Mobile Suit Gundam SEED DESTINY                                   | 9 octobre 2004         | 1er octobre 2005       | 50          | 10e série de la franchise Gundam.                                                                                              |
| 2004        | Yakitate!! Ja-pan                                                 | 12 octobre 2004        | 14 mars 2006           | 69          | Production basée sur le manga de Takashi Hashiguchi.                                                                           |
| 2005        | Majime ni Fumajime: Kaiketsu Zorori                               | 13 février 2005        | 28 février 2007        | 97          | Deuxième série de Zorori le magnifique ; coproduction avec Ajiadō.                                                             |
| 2005        | The King of Braves GaoGaiGar Final: Grand Glorious Gathering (ja) | 11 avril 2005          | 27 juin 2005           | 12          | Suite de The King of Braves GaoGaiGar.                                                                                         |
| 2005        | Cluster Edge (ja)                                                 | 4 octobre 2005         | 28 mars 2006           | 25          | Production basée sur un concept initial de Masashi Ikeda et de Hajime Yatate.                                                  |
| 2005        | Mai-Otome                                                         | 6 octobre 2005         | 30 mars 2006           | 26          | Production dérivée de Mai-HiME.                                                                                                |
| 2006        | Gintama                                                           | 4 avril 2006           | 25 mars 2010           | 201         | Production basée sur le manga de Hideaki Sorachi.                                                                              |
| 2006        | Zegapain                                                          | 6 avril 2006           | 28 septembre 2006      | 26          | Production basée sur un concept initial de Takehiko Itō et Ryōsuke Takahashi.                                                  |
| 2006        | Code Geass: Lelouch of the Rebellion                              | 5 octobre 2006         | 28 juillet 2007        | 25          | Production basée sur un projet d'histoire de Ichirō Ōkouchi et Gorō Taniguchi.                                                 |
| 2006        | Kekkaishi                                                         | 16 octobre 2006        | 11 février 2008        | 52          | Production basée sur le manga de Yellow Tanabe.                                                                                |
| 2007        | Dinosaur King                                                     | 4 février 2007         | 31 août 2008           | 79          | Production basée sur les machines de jeu d'arcade de Sega.                                                                     |
| 2007        | iDOLM@STER: XENOGLOSSIA                                           | 2 avril 2007           | 24 septembre 2007      | 26          | Production basée sur un concept initial de Hajime Yatate.                                                                      |
| 2007        | Mobile Suit Gundam 00                                             | 6 octobre 2007         | 29 mars 2008           | 25          | 11e série de la franchise Gundam.                                                                                              |
| 2008        | Code Geass: Lelouch of the Rebellion R2                           | 6 avril 2008           | 28 septembre 2008      | 13          | Suite de Code Geass: Lelouch of the Rebellion.                                                                                 |
| 2008        | Battle Spirits: Shōnen Toppa Bashin (ja)                          | 7 septembre 2008       | 6 septembre 2009       | 50          | Production basée sur le jeu de cartes à collectionner de Bandai, Battle Spirits.                                               |
| 2008        | Tales Of The Abyss                                                | 3 octobre 2008         | 27 mars 2009           | 26          | Production basée sur le jeu vidéo du même nom développé par Namco Tales Studio et édité par Namco.                             |
| 2008        | Mobile Suit Gundam 00 S2                                          | 5 octobre 2008         | 29 mars 2009           | 25          | Suite de Mobile Suit Gundam 00.                                                                                                |
| 2009        | Sora o kakeru shōjo                                               | 5 janvier 2009         | 29 juin 2009           | 25          | Production basée sur un concept initial de Hajime Yatate.                                                                      |
| 2009        | Kurokami                                                          | 8 janvier 2009         | 18 juin 2009           | 23          | Production basée sur le manga écrit par Lim Dall-young et dessiné par Park Sung-woo.                                           |
| 2009        | Battle Spirits: Shōnen Gekiha Dan (ja)                            | 13 septembre 2009      | 5 septembre 2010       | 50          | 2e production de la franchise Battle Spirits.                                                                                  |
| 2009        | Inuyasha : Dernier Acte                                           | 3 octobre 2009         | 29 mars 2010           | 26          | Suite d'Inuyasha. |
| 2009        | Hipira (en)                                                       | 21 décembre 2009       | 25 décembre 2009       | 12          | Production de courts épisodes de 5 minutes basée sur l'album illustré écrit par Katsuhiro Ōtomo et illustré par Shinji Kimura. |

| Années 2010 | Années 2010                                              | Années 2010            | Années 2010            | Années 2010 | Années 2010 |
| Année       | Titre                                                    | Dates de 1re diffusion | Dates de 1re diffusion | Nb. éps.    | Notes |
| Année       | Titre                                                    | Début                  | Fin                    | Nb. éps.    | Notes |
| ----------- | -------------------------------------------------------- | ---------------------- | ---------------------- | ----------- | --- |
| 2010        | Battle Spirits: Brave (ja)                               | 12 septembre 2010      | 11 septembre 2011      | 26          | 3e production de la franchise Battle Spirits. |
| 2011        | Tiger & Bunny                                            | 2 avril 2011           | 17 septembre 2011      | 25          | Production originale. |
| 2011        | Gintama'                                                 | 4 avril 2011           | 28 mars 2013           | 64          | Suite de Gintama. |
| 2011        | Sacred Seven (ja)                                        | 2 juillet 2011         | 17 septembre 2011      | 12          | Production basée sur un concept initial de Hajime Yatate. |
| 2011        | Battle Spirits: Heroes (ja)                              | 18 septembre 2011      | 2 septembre 2012       | 26          | 4e production de la franchise Battle Spirits. |
| 2011        | Horizon in the Middle of Nowhere                         | 1er octobre 2011       | 24 décembre 2011       | 12          | Production basée sur la série de light novel écrite par Minoru Kawakami et illustrée par Satoyasu.                                                                                    |
| 2011        | Phi Brain: Kami no Puzzle (ja)                           | 2 octobre 2011         | 23 mars 2014           | 75          | Production basée sur un concept initial de Hajime Yatate. |
| 2011        | Mobile Suit Gundam AGE                                   | 9 octobre 2011         | 23 septembre 2012      | 49          | 12e série de la franchise Gundam. |
| 2012        | Danshi kōkōsei no nichijō                                | 9 janvier 2012         | 26 mars 2012           | 12          | Production basée sur le manga de Yasunobu Yamauchi. |
| 2012        | Natsuiro Kiseki (en)                                     | 6 avril 2012           | 29 juin 2012           | 12          | Production originale. |
| 2012        | Accel World                                              | 6 avril 2012           | 21 septembre 2012      | 24          | Production basée sur la série de light novel écrite par Reki Kawahara et illustrée par HiMA.                                                                                          |
| 2012        | Bimbogami ga!                                            | 5 juillet 2012         | 27 septembre 2012      | 13          | Production basée sur le manga de Yoshiaki Sukeno. |
| 2012        | Horizon in the Middle of Nowhere II                      | 7 juillet 2012         | 29 septembre 2012      | 13          | Suite de Horizon in the Middle of Nowhere. |
| 2012        | Battle Spirits: Sword Eyes (ja)                          | 9 septembre 2012       | 8 septembre 2013       | 50          | 5e production de la franchise Battle Spirits. |
| 2012        | Aikatsu! (en)                                            | 8 octobre 2012         | 31 mars 2016           | 178         | Production basée sur le jeu de cartes à collectionner d'arcade pour les machines Data Cardass (ja) de Bandai ; transférée par la suite à Bandai Namco Pictures après le 126e épisode. |
| 2013        | Love Live!                                               | 6 janvier 2013         | 31 mars 2013           | 13          | Production basée sur un projet multimédia entre la marque ASCII Media Works de Kadokawa, Lantis et Sunrise.                                                                           |
| 2013        | Valvrave the Liberator                                   | 11 avril 2013          | 26 décembre 2013       | 24          | Production originale. |
| 2013        | Battle Spirits: Saikyō Ginga Ultimate Zero (ja)          | 22 septembre 2013      | 21 septembre 2014      | 49          | 6e production de la franchise Battle Spirits. |
| 2013        | Gundam Build Fighter                                     | 7 octobre 2013         | 31 mars 2014           | 25          | Production faisant partie de la franchise Gundam, avec pour thème principal les Gunpla.                                                                                               |
| 2014        | Buddy Complex (en)                                       | 6 janvier 2014         | 31 mars 2014           | 13          | Production basée sur un concept initial de Hajime Yatate. |
| 2014        | Keroro                                                   | 22 mars 2014           | 6 septembre 2014       | 23          | Production pour les 15 ans du manga. |
| 2014        | Love Live! 2                                             | 6 avril 2014           | 29 juin 2014           | 13          | Suite de Love Live!. |
| 2014        | Mobile Suit Gundam-san (en)                              | 6 juillet 2014         | 28 septembre 2014      | 13          | Production basée sur le yonkoma parodique de Hideki Ōwada. |
| 2014        | Tribe Cool Crew (en)                                     | 28 septembre 2014      | 4 octobre 2015         | 50          | Production basée sur un concept initial de Hajime Yatate ; transférée par la suite à Bandai Namco Pictures après le 24e épisode.                                                      |
| 2014        | Mobile Suit Gundam Gundam: Reconguista in G              | 3 octobre 2014         | 27 mars 2015           | 26          | Production pour le 35e anniversaire de la franchise Gundam. |
| 2014        | Cross Ange: Tenshi to ryū no Rondo                       | 5 octobre 2014         | 29 mars 2015           | 25          | Production originale avec King Records. |
| 2014        | Gundam Build Fighters Try                                | 8 octobre 2014         | 1er avril 2015         | 25          | Suite de Gundam Build Fighters. |
| 2015        | Mobile Suit Gundam: Iron-Blooded Orphans                 | 4 octobre 2015         | 2 avril 2017           | 50          | 14e production de la franchise Gundam. |
| 2016        | Mobile Suit Gundam Unicorn RE:0096                       | 3 avril 2016           | 11 septembre 2016      | 26          | Rediffusion télévisée des OAV de Mobile Suit Gundam Unicorn. |
| 2016        | Love Live! Sunshine!!                                    | 2 juillet 2016         | 24 septembre 2016      | 13          | Suite dérivée de Love Live!. |
| 2016        | Magic-kyun! Renaissance (ja)                             | 2 octobre 2016         | 25 décembre 2016       | 13          | Production basée sur un projet multimédia entre Pony Canyon, Broccoli et Sunrise. |
| 2016        | ClassicaLoid (ja)                                        | 8 octobre 2016         | 1er avril 2017         | 25          | Production originale pour NHK. |
| 2017        | Love Live! Sunshine!! 2                                  | 7 octobre 2017         | 30 décembre 2017       | 51          | Suite de Love Live! Sunshine!!. |
| 2018        | Gundam Build Divers (en)                                 | 3 avril 2018           | 25 septembre 2018      | 25          | Production faisant partie de la franchise Gundam, avec pour thème principal la réalité virtuelle massivement multijoueur en ligne.                                                    |
| 2018        | Double Decker! Doug & Kirill                             | 30 septembre 2018      | 30 décembre 2018       | 79          | Production originale. |
| 2019        | Mobile Suit Gundam: The Origin - Advent of the Red Comet | 29 avril 2019          | 12 août 2019           | 13          | Rediffusion télévisée des OAV de Mobile Suit Gundam: The Origin. |

| Années 2020 | Années 2020                                          | Années 2020            | Années 2020            | Années 2020 | Années 2020                                                                                        |
| Année       | Titre                                                | Dates de 1re diffusion | Dates de 1re diffusion | Nb. éps.    | Notes                                                                                              |
| Année       | Titre                                                | Début                  | Fin                    | Nb. éps.    | Notes                                                                                              |
| ----------- | ---------------------------------------------------- | ---------------------- | ---------------------- | ----------- | -------------------------------------------------------------------------------------------------- |
| 2020        | Born to Be On Air!                                   | 4 avril 2020           | 20 juin 2020           | 12          | Production basée sur le manga de Hiroaki Samura.                                                   |
| 2020        | Love Live! Nijigasaki High School Idol Club          | 3 octobre 2020         | 26 décembre 2020       | 13          | Production dérivée de Love Live!.                                                                  |
| 2020        | King's Raid: Heirs of the Will (ja)                  | 3 octobre 2020         | 27 mars 2021           | 26          | Production de Sunrise Beyond basée sur le jeu vidéo sud-coréen de Vespa ; coproduite avec OLM.     |
| 2020        | Han'yō no Yashahime (ja)                             | 3 octobre 2020         | 20 mars 2021           | 24          | Production dérivée du manga Inu-Yasha de Rumiko Takahashi.                                         |
| 2021        | Love Live! Superstar!!                               | 11 juillet 2021        | 17 octobre 2021        | 12          | Production dérivée de Love Live!.                                                                  |
| 2022        | Love Live! Nijigasaki High School Idol Club saison 2 | 2 avril 2022           | 25 avril 2022          | 13          | Suite de Love Live! Nijigasaki High School Idol Club                                               |
| 2022        | Love Live! Superstar!! saison 2                      | 17 juillet 2022        | 9 octobre 2022         | 12          | Suite de Love Live! Superstar!!.                                                                   |
| 2022        | Mobile Suit Gundam: The Witch from Mercury           | 2 octobre 2022         | 8 janvier 2023         | 12          | Quinzième série animé de la licence Gundam.                                                        |
| 2023        | Nijiyon Animation                                    | 6 janvier 2023         | À venir                | 12          | Bonus de la série Love Live! Nijigasaki High School Idol Club, basé sur la série de manga Nijiyon. |
| 2023        | Mobile Suit Gundam: The Witch from Mercury saison 2  | 9 avril 2023           | 2 juillet 2023         | 12          | Suite de la saison 1 de Mobile Suit Gundam: The Witch from Mercury.                                |
| 2023        | Genjitsu no Yohane -Sunshine in the Mirror-          | 2 juillet 2023         | 24 septembre 2023      | 13          | Spin-off de la série Love Live! Sunshine!!.                                                        |
| 2024        | Love Live! Superstar!! saison 3                      | octobre 2024           | À venir                | À venir     | Suite de Love Live! Superstar!!.                                                                   |

### ONA
Années 2000
- Bakumatsu kikansetsu irohanihoheto (26 épisodes) (2006-2007)

Années 2010
- Isekai Izakaya "Nobu" (en) (24 épisodes) (avril 2018 - septembre 2018)
- Gundam Build Divers Re:Rise (en) (octobre 2019 - en cours)

### Films
Années 1980
- Mobile Suit Gundam - le film 1 (Kidō Senshi Gundam I) (1981)
- Mobile Suit Gundam - le film 2 (Kidō Senshi Gundam II) (1981)
- Mobile Suit Gundam - le film 3 (Kidō Senshi Gundam III) (1982)
- The Ideon: A Contact (1982)
- The Ideon: Be Invoked (1982)
- Crusher Joe - le film (1983)
- Document Taiyou no Kiba Dougram (1983)
- Choro Q Dougram (1983)
- Combat Mecha Xabungle le film (1983)
- Arion (1986)
- Bats and Terry (1987)
- Dirty Pair: Project Eden (1987)
- Mobile Suit Gundam : Char contre-attaque (1988)
- City Hunter: .357 Magnum (1989)

Années 1990
- Mobile Suit Gundam F91 (1991)
- Mobile Suit Gundam 0083 : Le crépuscule de Zeon (1992)
- Mobile Suit Gundam : The 08th MS Team, Miller's Report (1998)
- Gundam Wing Endless Waltz Special Edition (1998)

Années 2000
- Vision d'Escaflowne - le film (Tenkū no Escaflowne) (2000)
- Daigo, soldat du feu - le film (2000)
- Cowboy Bebop: Knockin' on Heaven's Door (avec Studio Bones (2001)
- Inuyasha le film: Affections Touching Across Time (2001)
- Turn A Gundam: Earth Light (2002)
- Turn A Gundam: Moonlight Butterfly (2002)
- Gekito! Crush Gear Turbo (2002)
- Inuyasha le film 2: The Castle Beyond the Looking Glass (2002)
- Inuyasha le film 3: Swords of an Honorable Ruler (2003)
- Inuyasha le film 4: Fire on the Mystic Island (2004)
- Steamboy (avec Studio 4°C) (2004)
- Keroro Gunso - le film (2006)
- Zorori le magnifique (2006)
- Keroro Gunso - le film 2 (2007)
- SOS! Tokyo Metro Explorers: The Next (2007)
- Keroro Gunso - le film 3 (2008)
- Armored Trooper Votoms: Pailsen Files le film (2009)
- Keroro Gunso - le film 4 (2009)

Années 2010
- Keroro Gunso - le film 5 (2010)
- Gintama Le film (2010)
- King of Thorn (2010)
- Colorful (2010)
- Mobile Suit Gundam 00 the Movie: Awakening of the Trailblazer (2010)
- Tiger and Bunny - le film (2012)
- Nerawareta Gakuen (2012)
- Gintama: Kanketsu-hen - Yorozuya yo Eien Nare (2013)
- Short Peace (2013)
- Yamato 2199: The Voyage Of Reminiscence (2014)
- Yamato 2199: The Star-Voyaging Ark (2014)
- Love Live! The School Idol Movie (2015)
- Code Geass : Hangyaku no Lelouch - Koudou (2017)
- Code Geass : Hangyaku no Lelouch - Handou (2018)
- Code Geass : Hangyaku no Lelouch - Oodou (2018)
- Code Geass : Fukkatsu no Lelouch (2019)

Années 2020
- Mobile Suit Gundam SEED Freedom (2024)

### OAV
Années 1980
- Shiroi Kiba White Fang Monogatari (épisode spécial) (1982)
- Ginga Hyouryuu Vifam - OAV (4 OAV) (1984-1985)
- Armored Trooper Votoms - OAV (8 OAV) (1985-1988)
- Dirty Pair: Affair on Nolandia (1 OAV) (1985)
- Kikou Kai Galient - OAV (3 OAV) (1986)
- Aoki Ryūsei SPT Layzner - OAV (3 OAV) (1986)
- Juusenki L-Gaim (3 OAV) (1986-1987)
- Dirty Pair Lovely Angels Yori Ai O Komete (2 OAV) (1987)
- Dead Heat (1 OAV) (1987)
- Aura Battle Dunbine: The Tale of Neo Byston Well (3 OAV) (1988)
- Armored Trooper Votoms - Armor Hunter Mellowlink (12 OAV) (1988-1989)
- Patlabor (The Early Days) (7 OAV) (1988)
- Soukou Kihei VOTOMS: Red Shoulder Document - Yabou no Roots (1 OAV) (1988)
- Mobile Suit Gundam 0080 : War in the Pocket (6 OAV) (1989)
- Shin Mashin Eiyuden Wataru Majinzan (2 OAV) (1989)
- Crusher Joe: The OVA's (2 OAV) (1989)
- Les Samouraïs de l'Éternel - OAV (6 OAV) (1989)

Années 1990
- Granzort: Final Magical Battle (2 OAV) (1990-1992)
- Mobile Police Patlabor - The New Files (16 OAV) (1990-1992)
- Mobile Suit Gundam 0083 : Stardust Memory (13 OAV) (1991-1992)
- Zettai Muteki Raijin-Oh (4 OAV) (1992-1993)
- Future GPX Cyber Formula (27 OAV) (1992-2000)
- Mashin Eiyuden Wataru: Warinaki Toki no Monogatari (3 OAV) (1993-1994)
- Soukou Kihei VOTOMS: Kakuyaku taru Itan (5 OAV) (1994)
- Dirty Pair Flash (16 OAV) (1994-1996)
- Mobile Suit Gundam : The 08th MS Team (12 OAV) (1996-1999)
- Mobile Suit Gundam Wing: Endless Waltz (3 OAV) (1997)
- Yuusha Shirei Dagwon - Suishou no Hitomi no Shounen (2 OAV) (1997)
- Z-Mind (6 OAV) (1999)

Années 2000
- Brave King GaoGaiGar Final (8 OAV) (2000-2003)
- Zone of the Enders: Idolo (1 OAV) (2001)
- Banner of the Stars III (2 OAV) (2005)
- The Wings of Rean (6 OAV) (2005-2006)
- Mobile Suit Gundam MS IGLOO: Apocalypse 0079 (3 OAV) (2006)
- Mobile Suit Gundam SEED C.E. 73: STARGAZER (3 OAV) (2006)
- My-Otome Zwei (4 OAV) (2006)
- Freedom (7 OAV) (2006-2008)
- Armored Trooper Votoms: Pailsen Files (12 OAV) (2007-2008)
- My-Otome 0~S.ifr~ (3 OAV) (2008)
- Mobile Suit Gundam MS IGLOO2 : Jūryoku sensen (3 OAV) (2008-2009)

Années 2010
- Mobile Suit Gundam Unicorn (7 OAV) (2010-2014)
- Armored Trooper Votoms: Phantom Chapter (8 OAV) (2010)
- Armored Trooper Votoms: Alone Again (1 OAV) (2011)
- Koi Sento (1 OAV) (2011)
- Model Suit Gunpla Builders Beginning G (3 OAV) (2011)
- Code Geass: Boukoku no Akito (4 OAV) (2012-2015)
- Mobile Suit Gundam: The Origin (4 OAV) (avril 2015 - en cours)

## Personnalités ayant travaillé chez Sunrise

### Personnalités réelles
- Yasunao Aoki, réalisateur (Mobile Suit Gundam Wing: Endless Waltz, Inu-Yasha, Yakitate!! Japan)[18]
- Gorō Taniguchi, réalisateur (Infinite RYVIUS, s-CRY-ed, Planetes, Code Geass)[19]
- Yoshiyuki Tomino, réalisateur (La Seine no Hoshi, Yūsha Raideen, Muteki Chōjin Zanbotto 3, Mobile Suit Gundam, Mobile Suit Zeta Gundam, Mobile Suit Gundam ZZ, Mobile Suit Victory Gundam, Turn A Gundam…)[20]
- Mitsuo Fukuda, réalisateur (Mobile Suit Gundam Seed, Mobile Suit Gundam Seed Destiny)[21]
- Shinichirō Watanabe, réalisateur (Cowboy Bebop)[22]
- Hisashi Hirai, chara-designer (Infinite Ryvius, s-CRY-ed, Mobile Suit Gundam Seed, Mobile Suit Gundam Seed Destiny)[23]
- Shukō Murase, réalisateur (Witch Hunter Robin ) et chara-designer (Mobile Suit Gundam Wing, Argento Soma)[24]
- Yoshikazu Yasuhiko, chara-designer (Yūsha Raideen, Zambot 3, Mobile Suit Gundam, Mobile Suit Zeta Gundam)[25]
- Ichirō Ōkouchi (Turn A Gundam, Planetes, Code Geass)[26]
- Toshihiro Kawamoto, chara-designer, directeur de l'animation (Mobile Suit Gundam 0083, Cowboy Bebop…)

### Personnalités morales
Hajime Yatate (矢立肇, Yatate Hajime) est le pseudonyme collectif des membres de l'équipe des studios Sunrise,.
Ce pseudonyme est tiré du premier vers de La Sente étroite du Bout-du-Monde, un célèbre poème de Bashō Matsuo.